# 崔成赫
崔成赫（朝鮮文：최송혁；英文：Choe Song-Hyok；1998年1月8日—），朝鮮足球運動員，入選過朝鲜国家少年年足球队、 朝鲜国家青年足球队、 朝鲜国家奧運足球队、及朝鮮國家足球隊。曾經效力於意大利乙組足球聯賽球會佩魯賈，並借用至意大利丙組足球聯賽球會奧爾比亞，現時被意大利丙組足球聯賽球會阿雷素。

## 簡歷
崔成赫在2018年首次入選朝鮮國家足球隊，在對越南國家足球隊中首次正選上陣，其比賽最後以1比1打和。之後，更參與了2019年亞洲盃。
此前，曾代表朝鮮國家少年足球隊參加2014年亞足聯U16少年錦標賽並奪得冠軍，其後參加了2015年U17世界盃足球賽，並以第三名得失球差晉級十六強賽事。之後，代表了朝鮮國家青年足球隊參加2016年亞足聯U19青年錦標賽，在分組賽先後對越南國家青年足球隊、伊拉克國家青年足球隊和阿聯酋國家青年足球隊中負給對方，沒能成功晉級準決賽。
另外，2018年入選了朝鮮國家奧運足球隊參加2018年亞足聯U23錦標賽，在分組賽對巴勒斯坦國家奧運足球隊中與對方平手，及後對日本國家奧運足球隊中負給對方，沒能成功晉級半準決賽。

## 職業生涯統計
| 球會表現 | 球會表現 | 球會表現           | 聯賽 | 聯賽 | 足總盃   | 足總盃   | 聯賽盃 | 聯賽盃 | 洲際賽 | 洲際賽 | 總數 | 總數 |
| 球季     | 球會     | 聯賽               | 出場 | 入球 | 出場     | 入球     | 出場   | 入球   | 出場   | 入球   | 出場 | 入球 |
| 意大利   | 意大利   | 意大利             | 聯賽 | 聯賽 | 意大利盃 | 意大利盃 | 联赛杯 | 联赛杯 | 歐洲賽 | 歐洲賽 | 總數 | 總數 |
| -------- | -------- | ------------------ | ---- | ---- | -------- | -------- | ------ | ------ | ------ | ------ | ---- | ---- |
| 2017–18  | 佩魯賈   | 意大利足球乙级联赛 | 0    | 0    | 0        | 0        | N/A    | N/A    | –      | –      | 0    | 0    |
| 2017–18  | 奧爾比亞 | 意大利足球丙级联赛 | 5    | 0    | –        | –        | N/A    | N/A    | –      | –      | 5    | 0    |
| 2018–19  | 阿雷素   | 意大利足球丙级联赛 | 0    | 0    | –        | –        | N/A    | N/A    | –      | –      | 0    | 0    |
| 總和     | 總和     | 總和               | 5    | 0    | 0        | 0        | –      | –      | –      | –      | 5    | 0    |

## 國際賽進球
朝鮮U-17
| # | 日期          | 場地       | 對手   | 進球 | 比數 | 比賽                      |
| - | ------------- | ---------- | ------ | ---- | ---- | ------------------------- |
| 1 | 2014年9月7日  | 泰國暖武里 | 科威特 | 0–3  | 0–3  | 2014年亞足聯U16少年錦標賽 |
| 2 | 2014年9月11日 | 泰國曼谷   | 尼泊尔 | 2–1  | 4–1  | 2014年亞足聯U16少年錦標賽 |
| 3 | 2014年9月11日 | 泰國曼谷   | 尼泊尔 | 4–1  | 4–1  | 2014年亞足聯U16少年錦標賽 |
| 4 | 2014年9月20日 | 泰國曼谷   |        | 1–2  | 1–2  | 2014年亞足聯U16少年錦標賽 |

## 榮譽

### 國家隊
朝鮮U-17
- 亞足聯U16少年錦標賽冠軍：2014年；

## 連接
- Soccerway資料庫：崔成赫
- 崔成赫在 National-Football-Teams.com 上的出场纪录